# 헤파린
헤파린(영어: heparin)은 혈액응고를 막는 성질이 강한 물질이다. 1922년에 발견된 물질로, 간이나 폐 등에 있다. 혈액의 응고를 방지하거나 혈전을 방지하는 데 사용된다.

## 같이 보기
- 와파린